# Edifici d'habitatges al carrer Raval, 22
L'Edifici d'habitatges al carrer Raval, 22 és una obra de la Canonja (Tarragonès) protegida com a Bé Cultural d'Interès Local.

## Descripció
Edifici d'habitatges en cantonada construït als voltants de 1930. Ocupa una parcel·la de grans proporcions que permet obrir dues finestres a la banda del carrer Raval i fins a quatre a la banda de la plaça Josep Gols. A la banda del carrer Raval hi ha una balconada correguda que agafa dues obertures. A la banda de la plaça hi ha dos balcons independents. Consta d'una planta baixa i dues plantes.
En la manera de situar l'ornamentació de la façana no es busca establir una ordenació jeràrquica de l'edifici. Hi ha un particular interès per organitzar la façana de forma simètrica. Cal destacar el coronament de l'edifici amb pilars i barana de ferro. Cal destacar les llosanes de pedra dels balcons.
Es tracta d'un edifici característic de l'època per l'ús del maó i el treball del ferro molt acurat. Els baixos estan molt transformats. Cal destacar la perfecta integració amb els edificis dels carrers.